# 繁栄路駅 (上海市)
繁栄路駅（はんえいろ-えき）は、中華人民共和国上海市浦東新区滬南公路と繁栄路の交差点に位置する上海軌道交通18号線の駅。

## 歴史
- 2020年12月26日：開業[1]。

## 駅構造
島式ホーム1面2線を有する地下駅。

### のりば
| 番線 | 路線     | 行先         |
| ---- | -------- | ------------ |
| 1    | ■ 18号線 | 航頭方面     |
| 2    | ■ 18号線 | 長江南路方面 |

（出典：上海地下鉄:站层图）

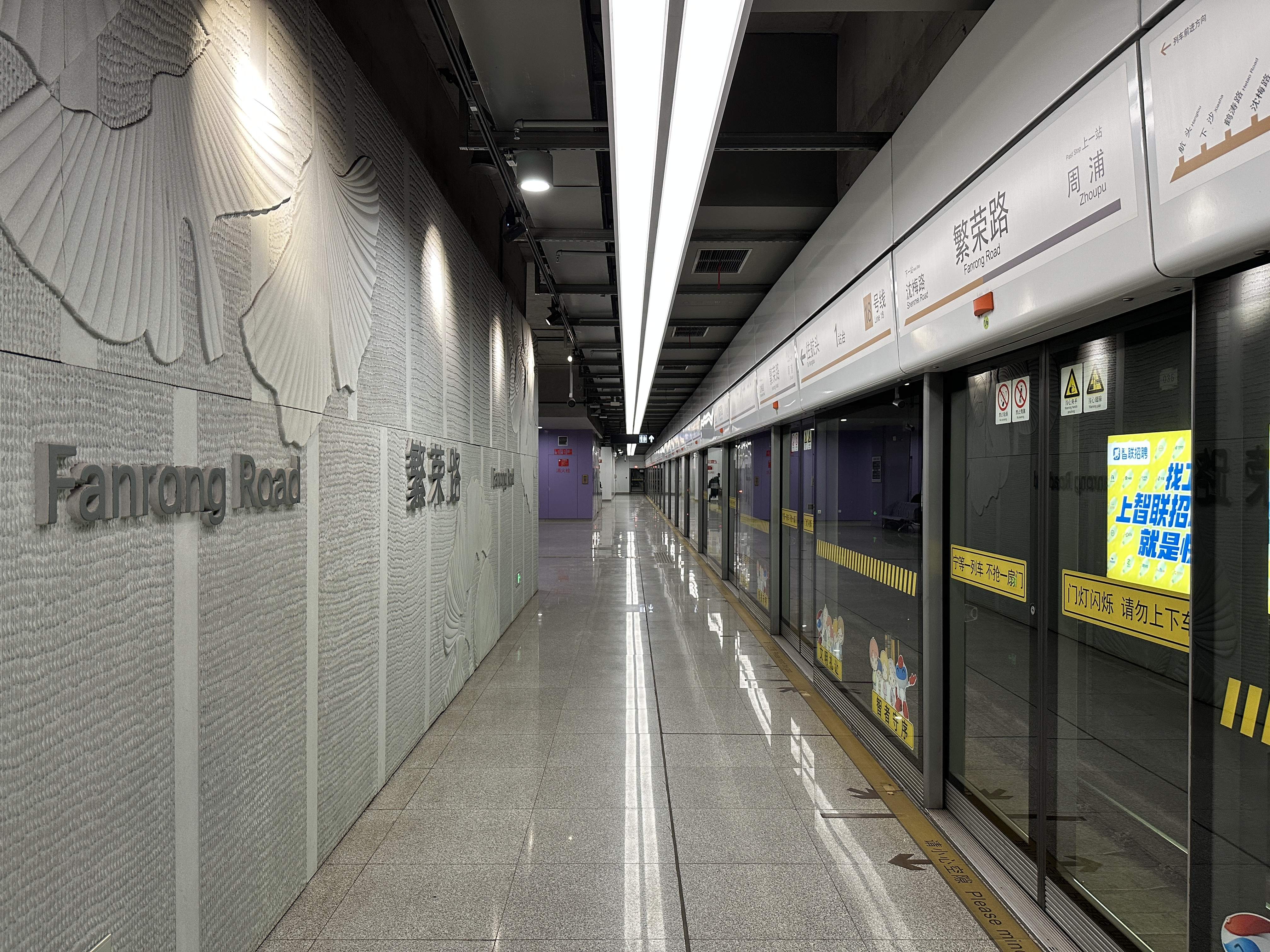
ホーム
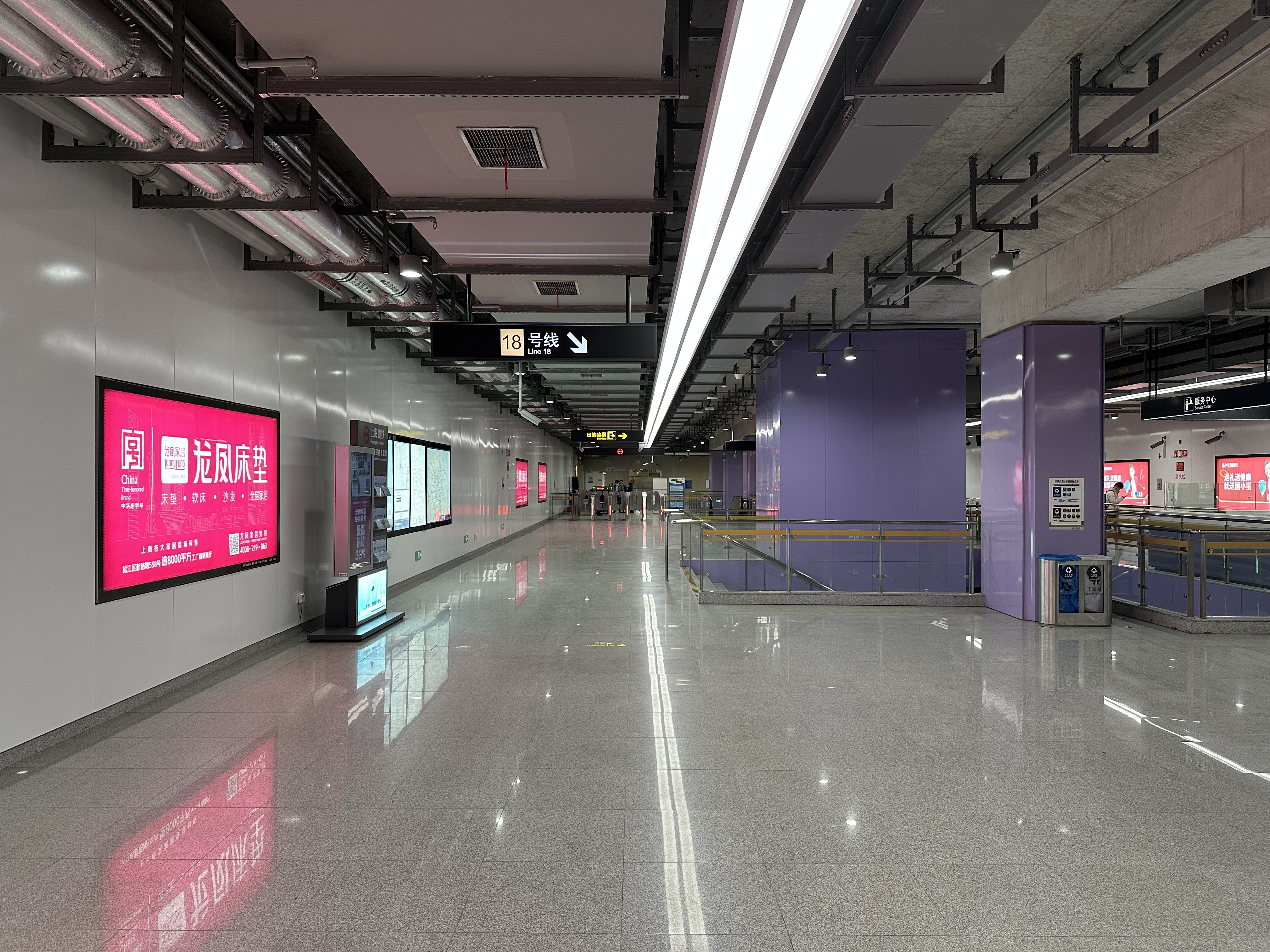
コンコース

## 駅周辺
- 周浦人民法庭
- 金盾ビル
- 繁栄華亭
- 御沁園

## 隣の駅
上海軌道交通
■ 18号線
沈梅路駅 - 繁栄路駅 - 周浦駅